# Trophées UNFP du football 2025
Les Trophées UNFP du football 2025 récompensent les acteurs du football professionnel français pour la saison 2024-2025. 
L'ensemble des nommés pour cette 33e édition est dévoilé par l'UNFP le 30 avril 2025.
À l'exception du prix du but de l'année où c'est le public qui choisit, les lauréats sont désignés par des personnalités du football français (joueurs, entraîneurs, présidents de club...), à la suite d'un vote.
La cérémonie se déroule le 11 mai 2025.

## Résultats

### Joueurs, joueuses et entraîneurs
| Catégorie                             | Catégorie                             | Nommés               | Nommés                 | Nommés            | Lauréats            |
| Catégorie                             | Catégorie                             | Personnalités        | Club                   | Poste             | Lauréats            |
| ------------------------------------- | ------------------------------------- | -------------------- | ---------------------- | ----------------- | ------------------- |
| Ligue 1                               | Meilleur joueur                       | Achraf Hakimi        | Paris Saint-Germain    | Défenseur         | Ousmane Dembélé     |
| Ligue 1                               | Meilleur joueur                       | Vitinha              | Paris Saint-Germain    | Milieu de terrain | Ousmane Dembélé     |
| Ligue 1                               | Meilleur joueur                       | Rayan Cherki         | Olympique lyonnais     | Milieu de terrain | Ousmane Dembélé     |
| Ligue 1                               | Meilleur joueur                       | Désiré Doué          | Paris Saint-Germain    | Milieu de terrain | Ousmane Dembélé     |
| Ligue 1                               | Meilleur joueur                       | Ousmane Dembélé      | Paris Saint-Germain    | Attaquant         | Ousmane Dembélé     |
| Ligue 1                               | Meilleur gardien                      | Lucas Chevalier      | LOSC Lille             | Gardien de but    | Lucas Chevalier     |
| Ligue 1                               | Meilleur gardien                      | Gianluigi Donnarumma | Paris Saint-Germain    | Gardien de but    | Lucas Chevalier     |
| Ligue 1                               | Meilleur gardien                      | Lucas Perri          | Olympique lyonnais     | Gardien de but    | Lucas Chevalier     |
| Ligue 1                               | Meilleur gardien                      | Đorđe Petrović       | RC Strasbourg          | Gardien de but    | Lucas Chevalier     |
| Ligue 1                               | Meilleur gardien                      | Gerónimo Rulli       | Olympique de Marseille | Gardien de but    | Lucas Chevalier     |
| Ligue 1                               | Meilleur espoir                       | Eliesse Ben Seghir   | AS Monaco              | Milieu de terrain | Désiré Doué         |
| Ligue 1                               | Meilleur espoir                       | Ayyoub Bouaddi       | LOSC Lille             | Milieu de terrain | Désiré Doué         |
| Ligue 1                               | Meilleur espoir                       | Désiré Doué          | Paris Saint-Germain    | Milieu de terrain | Désiré Doué         |
| Ligue 1                               | Meilleur espoir                       | João Neves           | Paris Saint-Germain    | Milieu de terrain | Désiré Doué         |
| Ligue 1                               | Meilleur espoir                       | Andrey Santos        | RC Strasbourg          | Milieu de terrain | Désiré Doué         |
| Ligue 1                               | Meilleur entraîneur                   | Luis Enrique         | Paris Saint-Germain    | Entraîneur        | Luis Enrique        |
| Ligue 1                               | Meilleur entraîneur                   | Bruno Genesio        | LOSC Lille             | Entraîneur        | Luis Enrique        |
| Ligue 1                               | Meilleur entraîneur                   | Adi Hütter           | AS Monaco              | Entraîneur        | Luis Enrique        |
| Ligue 1                               | Meilleur entraîneur                   | Liam Rosenior        | RC Strasbourg          | Entraîneur        | Luis Enrique        |
| Ligue 1                               | Meilleur entraîneur                   | Éric Roy             | Stade brestois 29      | Entraîneur        | Luis Enrique        |
| Ligue 2                               | Meilleur joueur                       | Gauthier Hein        | FC Metz                | Milieu de terrain | Éli Junior Kroupi   |
| Ligue 2                               | Meilleur joueur                       | Ilan Kebbal          | Paris FC               | Milieu de terrain | Éli Junior Kroupi   |
| Ligue 2                               | Meilleur joueur                       | Maxime Lopez         | Paris FC               | Milieu de terrain | Éli Junior Kroupi   |
| Ligue 2                               | Meilleur joueur                       | Jean-Philippe Krasso | Paris FC               | Attaquant         | Éli Junior Kroupi   |
| Ligue 2                               | Meilleur joueur                       | Éli Junior Kroupi    | FC Lorient             | Attaquant         | Éli Junior Kroupi   |
| Ligue 2                               | Meilleur gardien                      | Bingourou Kamara     | Pau FC                 | Gardien de but    | Yvon Mvogo          |
| Ligue 2                               | Meilleur gardien                      | Yvon Mvogo           | FC Lorient             | Gardien de but    | Yvon Mvogo          |
| Ligue 2                               | Meilleur gardien                      | Obed Nkambadio       | Paris FC               | Gardien de but    | Yvon Mvogo          |
| Ligue 2                               | Meilleur gardien                      | Adrián Ortolá        | USL Dunkerque          | Gardien de but    | Yvon Mvogo          |
| Ligue 2                               | Meilleur gardien                      | Mamadou Samassa      | Stade lavallois        | Gardien de but    | Yvon Mvogo          |
| Ligue 2                               | Meilleur entraîneur                   | Stéphane Gilli       | Paris FC               | Entraîneur        | Olivier Pantaloni   |
| Ligue 2                               | Meilleur entraîneur                   | Laurent Guyot        | FC Annecy              | Entraîneur        | Olivier Pantaloni   |
| Ligue 2                               | Meilleur entraîneur                   | Stéphane Le Mignan   | FC Metz                | Entraîneur        | Olivier Pantaloni   |
| Ligue 2                               | Meilleur entraîneur                   | Olivier Pantaloni    | FC Lorient             | Entraîneur        | Olivier Pantaloni   |
| Ligue 2                               | Meilleur entraîneur                   | Sylvain Ripoll       | EA Guingamp            | Entraîneur        | Olivier Pantaloni   |
| Division 1 féminine                   | Meilleure joueuse                     | Sakina Karchaoui     | Paris Saint-Germain    | Défenseure        | Clara Mateo         |
| Division 1 féminine                   | Meilleure joueuse                     | Melchie Dumornay     | Olympique lyonnais     | Milieu de terrain | Clara Mateo         |
| Division 1 féminine                   | Meilleure joueuse                     | Lindsey Heaps        | Olympique lyonnais     | Attaquante        | Clara Mateo         |
| Division 1 féminine                   | Meilleure joueuse                     | Tabitha Chawinga     | Olympique lyonnais     | Attaquante        | Clara Mateo         |
| Division 1 féminine                   | Meilleure joueuse                     | Clara Mateo          | Paris FC               | Attaquante        | Clara Mateo         |
| Division 1 féminine                   | Meilleure gardienne                   | Emily Burns (it)     | FC Nantes              | Gardienne de but  | Christiane Endler   |
| Division 1 féminine                   | Meilleure gardienne                   | Mary Earps           | Paris Saint-Germain    | Gardienne de but  | Christiane Endler   |
| Division 1 féminine                   | Meilleure gardienne                   | Christiane Endler    | Olympique lyonnais     | Gardienne de but  | Christiane Endler   |
| Division 1 féminine                   | Meilleure gardienne                   | Justine Lerond       | Montpellier HSC        | Gardienne de but  | Christiane Endler   |
| Division 1 féminine                   | Meilleure gardienne                   | Chiamaka Nnadozie    | Paris FC               | Gardienne de but  | Christiane Endler   |
| Division 1 féminine                   | Meilleure espoir                      | Lou Bogaert          | Paris FC               | Défenseure        | Tara Elimbi Gilbert |
| Division 1 féminine                   | Meilleure espoir                      | Melween N'Dongala    | Paris FC               | Défenseure        | Tara Elimbi Gilbert |
| Division 1 féminine                   | Meilleure espoir                      | Tara Elimbi Gilbert  | Paris Saint-Germain    | Défenseure        | Tara Elimbi Gilbert |
| Division 1 féminine                   | Meilleure espoir                      | Korbin Albert        | Paris Saint-Germain    | Milieu de terrain | Tara Elimbi Gilbert |
| Division 1 féminine                   | Meilleure espoir                      | Lucie Calba          | Stade de Reims         | Attaquante        | Tara Elimbi Gilbert |
| Meilleur joueur français à l'étranger | Meilleur joueur français à l'étranger | Mike Maignan         | AC Milan               | Gardien de but    | Kylian Mbappé       |
| Meilleur joueur français à l'étranger | Meilleur joueur français à l'étranger | Jules Koundé         | FC Barcelone           | Défenseur         | Kylian Mbappé       |
| Meilleur joueur français à l'étranger | Meilleur joueur français à l'étranger | William Saliba       | Arsenal FC             | Défenseur         | Kylian Mbappé       |
| Meilleur joueur français à l'étranger | Meilleur joueur français à l'étranger | Michael Olise        | Bayern Munich          | Milieu de terrain | Kylian Mbappé       |
| Meilleur joueur français à l'étranger | Meilleur joueur français à l'étranger | Kylian Mbappé        | Real Madrid            | Attaquant         | Kylian Mbappé       |

### Buts de l'année
| Championnat | Nommés            | Match                  | Match   | Match               | Match | Match | Match | Match                  | Match       | Lauréats     |
| Championnat | Nommés            | Club                   | Score   | Adversaire          | But   | But   | Lieu  | Lieu                   | Journée     | Lauréats     |
| ----------- | ----------------- | ---------------------- | ------- | ------------------- | ----- | ----- | ----- | ---------------------- | ----------- | ------------ |
| Ligue 1     | Estéban Lepaul    | Angers SCO             | D 2 - 4 | Paris Saint-Germain | 90+1e | 1-4   | Dom.  | Stade Raymond-Kopa     | 11e journée | Amine Gouiri |
| Ligue 1     | Moses Simon       | FC Nantes              | V 1 - 0 | Stade rennais       | 89e   | 1-0   | Dom.  | Stade de la Beaujoire  | 14e journée | Amine Gouiri |
| Ligue 1     | Maghnes Akliouche | AS Monaco              | V 3 - 2 | Stade rennais       | 15e   | 1-0   | Dom.  | Stade Louis-II         | 19e journée | Amine Gouiri |
| Ligue 1     | Andrey Santos     | RC Strasbourg          | V 2 - 1 | Toulouse FC         | 54e   | 2-1   | Dom.  | Stade de la Meinau     | 26e journée | Amine Gouiri |
| Ligue 1     | Amine Gouiri      | Olympique de Marseille | V 4 - 1 | Stade brestois 29   | 45e   | 3-1   | Dom.  | Stade Vélodrome        | 31e journée | Amine Gouiri |
| Ligue 2     | Amine Hemia       | EA Guingamp            | D 3 - 4 | Red Star            | 45e   | 2-2   | Dom.  | Stade de Roudourou     | 3e journée  | Rafiki Saïd  |
| Ligue 2     | Noé Lebreton      | SM Caen                | N 2 - 2 | Red Star            | 11e   | 1-0   | Ext.  | Stade Bauer            | 9e journée  | Rafiki Saïd  |
| Ligue 2     | Mons Bassouamina  | Clermont Foot 63       | N 1 - 1 | Stade lavallois     | 51e   | 1-0   | Dom.  | Stade Gabriel-Montpied | 19e journée | Rafiki Saïd  |
| Ligue 2     | Pablo Pagis       | FC Lorient             | V 3 - 1 | Amiens SC           | 9e    | 1-1   | Dom.  | Stade du Moustoir      | 22e journée | Rafiki Saïd  |
| Ligue 2     | Rafiki Saïd       | ESTAC Troyes           | V 2 - 0 | SC Bastia           | 12e   | 1-0   | Dom.  | Stade de l'Aube        | 25e journée | Rafiki Saïd  |

### Équipes type

#### Ligue 1
| Poste      | Joueurs         | Club                |
| ---------- | --------------- | ------------------- |
| Gardien    | Lucas Chevalier | LOSC Lille          |
| Défenseurs | Achraf Hakimi   | Paris Saint-Germain |
| Défenseurs | Marquinhos      | Paris Saint-Germain |
| Défenseurs | Willian Pacho   | Paris Saint-Germain |
| Défenseurs | Nuno Mendes     | Paris Saint-Germain |
| Milieux    | Vitinha         | Paris Saint-Germain |
| Milieux    | João Neves      | Paris Saint-Germain |
| Milieux    | Désiré Doué     | Paris Saint-Germain |
| Attaquant  | Rayan Cherki    | Olympique lyonnais  |
| Attaquant  | Ousmane Dembélé | Paris Saint-Germain |
| Attaquant  | Bradley Barcola | Paris Saint-Germain |

| Club                | Nombre de joueurs |
| ------------------- | ----------------- |
| Paris Saint-Germain | 9                 |
| LOSC Lille          | 1                 |
| Olympique lyonnais  | 1                 |

#### Ligue 2
| Poste      | Joueurs              | Club        |
| ---------- | -------------------- | ----------- |
| Gardien    | Yvon Mvogo           | FC Lorient  |
| Défenseurs | Alpha Sissoko        | EA Guingamp |
| Défenseurs | Moustapha Mbow       | Paris FC    |
| Défenseurs | Montassar Talbi      | FC Lorient  |
| Défenseurs | Matthieu Udol        | FC Metz     |
| Milieux    | Maxime Lopez         | Paris FC    |
| Milieux    | Gauthier Hein        | FC Metz     |
| Milieux    | Laurent Abergel      | FC Lorient  |
| Attaquant  | Timothé Nkada        | Rodez AF    |
| Attaquant  | Éli Junior Kroupi    | FC Lorient  |
| Attaquant  | Jean-Philippe Krasso | Paris FC    |

| Club        | Nombre de joueurs |
| ----------- | ----------------- |
| FC Lorient  | 4                 |
| Paris FC    | 3                 |
| FC Metz     | 2                 |
| EA Guingamp | 1                 |
| Rodez AF    | 1                 |

#### Division 1 féminine
| Poste       | Joueuses          | Club                |
| ----------- | ----------------- | ------------------- |
| Gardienne   | Christiane Endler | Olympique lyonnais  |
| Défenseures | Ellie Carpenter   | Olympique lyonnais  |
| Défenseures | Vanessa Gilles    | Olympique lyonnais  |
| Défenseures | Wendie Renard     | Olympique lyonnais  |
| Défenseures | Selma Bacha       | Olympique lyonnais  |
| Milieux     | Grace Geyoro      | Paris Saint-Germain |
| Milieux     | Lindsey Heaps     | Olympique lyonnais  |
| Milieux     | Melchie Dumornay  | Olympique lyonnais  |
| Attaquantes | Kadidiatou Diani  | Olympique lyonnais  |
| Attaquantes | Clara Mateo       | Paris Football Club |
| Attaquantes | Tabitha Chawinga  | Olympique lyonnais  |

| Club                | Nombre de joueuses |
| ------------------- | ------------------ |
| Olympique lyonnais  | 9                  |
| Paris Football Club | 1                  |
| Paris Saint-Germain | 1                  |

### Autres prix
| Prix              | Lauréats                                                              |
| ----------------- | --------------------------------------------------------------------- |
| Trophées arbitres | Jérôme Brisard et Yannick Boutry (Ligue 1)                            |
| Trophées arbitres | Olivier Thual et Stéphane Panont (Ligue 2)                            |
| Trophée citoyen   | Pierrick Capelle pour ses actions en faveur des enfants de Madagascar |